# Michael Byrne
Michael Byrne (Londra, 7 novembre 1943) è un attore britannico.

## Biografia
Noto per i suoi molteplici ruoli in film e televisione, è celebre in particolare per le sue interpretazioni di ufficiali tedeschi nazisti, come il colonnello Vogel in Indiana Jones e l'ultima crociata (1989), il maggiore Schroeder in Forza 10 da Navarone (1978), Reinhard Beck in Scarlatto e nero e il generale Olbricht in The Plot to Kill Hitler (1990), tutte pellicole ambientate durante la seconda guerra mondiale. Tuttavia ha ricoperto anche numerosi ruoli diversi, come ad esempio Alfred Maxwell nel medical drama Casualty. È stato Anatoly Grushkov, consigliere senior del Presidente russo Nemerov e infiltrato al Cremlino come Spinnaker nel film Al vertice della tensione (2002). Ha interpretato anche il ruolo dell'anziano mago oscuro Gellert Grindelwald in Harry Potter e i Doni della Morte - Parte 1 (2010).

## Filmografia parziale

### Cinema
- The Image, regia di Michael Armstrong (1969)
- Un colpevole senza volto (Conduct Unbecoming), regia di Michael Anderson (1975)
- La notte dell'aquila (The Eagle Has Landed), regia di John Sturges (1976)
- Quell'ultimo ponte (A Bridge Too Far), regia di Richard Attenborough (1977)
- Il tocco della medusa (The Medusa Touch), regia di Jack Gold (1978)
- Forza 10 da Navarone (Force 10 from Navarone), regia di Guy Hamilton (1978)
- The Good Father - Amore e rabbia (The Good Father), regia di Mike Newell (1985)
- Buster, regia di David Green (1988)
- Indiana Jones e l'ultima crociata (Indiana Jones and the Last Crusade), regia di Steven Spielberg (1989)
- Braveheart - Cuore impavido (Braveheart), regia di Mel Gibson (1995)
- Il domani non muore mai (Tomorrow Never Dies), regia di Roger Spottiswoode (1997)
- Il Santo (The Saint), regia di Phillip Noyce (1997)
- Inganno ad Atlantic City (Gunshy), regia di Jeff Celentano (1998)
- L'allievo (Apt Pupil), regia di Bryan Singer (1998)
- Battaglia per la Terra (Battlefield Earth), regia di Roger Christian (2000)
- Rapimento e riscatto (Proof of Life), regia di Taylor Hackford (2000)
- D'Artagnan (The Musketeer), regia di Peter Hyams (2001)
- Al vertice della tensione (The Sum of All Fears), regia di Phil Alden Robinson (2002)
- Gangs of New York, regia di Martin Scorsese (2002)
- The Last Vampire - Creature nel buio (Blood: The Last Vampire), regia di Chris Nahon (2009)
- Harry Potter e i Doni della Morte - Parte 1 (Harry Potter and the Deathly Hallows: Part 1), regia di David Yates (2010)
- Quartet, regia di Dustin Hoffman (2012)
- Diana - La storia segreta di Lady D (Diana), regia di Oliver Hirschbiegel (2013)
- Promakhos, regia di Coerte e John Voorhees (2014)
- Mortdecai, regia di David Koepp (2015)

### Televisione
- The Ghost Sonata, regia di Stuart Burge – film TV (1962)
- Scarlatto e nero (The Scarlet and the Black), regia di Jerry London – miniserie TV (1983)
- Un cavallo per la strega (The Pale Horse), regia di Charles Beeson – film TV (1997)
- Le nebbie di Avalon (The Mists of Avalon), regia di Uli Edel – miniserie TV (2001)
- I Borgia (Borgia) – serie TV, 4 episodi (2014)
- L'ispettore Barnaby (Midsomer Murders) – serie TV, episodio 20x01 (2018)
- American Rust - Ruggine americana (American Rust) – serie TV, episodio 1x07 (2021)
- The Baby – miniserie TV, puntata 7 (2022)
- Strike – serie TV, episodi 5x02-5x04 (2022)
- Bodies, regia di Marco Kreuzpaintner e Haolu Wang – miniserie TV, 3 puntate (2023)

## Doppiatori italiani
Nelle versioni in italiano delle opere in cui ha recitato, Michael Byrne è stato doppiato da:
- Gianni Musy ne Il Santo, D'Artagnan, Le nebbie di Avalon
- Dante Biagioni in L'allievo, Quartet, Mortdecai
- Manlio De Angelis ne Il tocco della medusa, The Last Vampire - Creature nel buio
- Bruno Alessandro in Enrico VI, parte III (Padre che ha ucciso il figlio), Strike
- Renato Cortesi in Forza 10 da Navarone
- Giulio Platone in Enrico VI, parte I
- Mico Cundari in Enrico VI, parte II (John Hume)
- Giorgio Bandiera in Enrico VI, parte II (Luogotenente)
- Carlo Sabatini in Enrico VI, parte III (Marchese)
- Giulio Bosetti in Riccardo III
- Riccardo Cucciolla in The Good Father - Amore e rabbia
- Francesco Vairano in Indiana Jones e l'ultima crociata
- Davide Marzi in Braveheart - Cuore impavido
- Luciano Melani in Battaglia per la Terra
- Sergio Graziani in Harry Potter e i Doni della Morte - Parte 1
- Emidio La Vella in Diana - La storia segreta di Lady D
- Paolo Buglioni in The Baby
- Stefano Oppedisano in Bodies
- Dario Penne ne I due gentiluomini di Verona (ridoppiaggio)